# Ramal de la Siderurgia Nacional
El Ramal de la Siderurgia Nacional es una reciente vía ferroviaria en ancho ibérico que une la Estación de Coina a la Siderurgia Nacional, en el municipio de Seixal, en la Gran Lisboa, en Portugal, concluida la construcción en marzo de 2008, para transporte de mercancías.

## Características y servicios
El Ramal de la Siderurgia Nacional apenas opera transporte de mercancías entre el Parque Industrial de Seixal y el resto de la red ferroviaria nacional. Posee una extensión de 3788 m, derivando de la Línea V de la Estación de Coina con 795 m. En el extremo sur de este ramal, la vía enlaza con la Línea del Sur, dando acceso a la Red Ferroviaria Nacional. El tramo se encuentra electrificado, señalizado y con sistemas de Control Automático de Velocidad en todo su recorrido.
Las obras de ingeniería son apenas dos: un paso superior y otro inferior, siendo que la inferior cruza la EN10.

## Presupuesto y construcción
Esta obra tuvo un coste total de 15 millones de euros, y fue proyectada por la empresa Ferbritas. La construcción civil fue realizada por el consorcio Somague / Neopul por 5 075 000,00 €, la fiscalización por Atkins, y los sistemas de señalización/telecomunicaciones, CONVEL y Radio Tierra-Tren por las empresas Thales, Bombardier y NEC, con un valor de 2 046 000,00 €.